# Neonympha helicta
Espèce
Neonympha helicta est une espèce d'insectes lépidoptères (papillons) de la famille des Nymphalidae, de la sous-famille des Satyrinae et du genre Neonympha.

## Dénomination
Il a été nommé Neonympha helicta par l'entomologiste allemand Jakob Hübner en 1808.
Synonyme : Oreas helicta Hübner, [1808].
Neonympha helicta serait synonyme de Neonympha areolatus septentrionalis, longtemps considérée comme sous-espèce de Neonympha areolatus,.

### Noms vernaculaires
Neonympha helicta se nomme Helicta Satyr en anglais.

## Description
Ce papillon de taille moyenne présente un dessus de couleur beige foncé.
Le revers est orné une ligne submarginale de d'ocelles ovales très allongés, plus que chez Neonympha areolatus et de lignes orangé.

## Biologie

### Période de vol et hivernation
Il hiverne au stade de chenille.
L'imago vole en deux générations de mai à juillet puis d'août à octobre en Caroline du Nord.

### Plantes hôtes
Les plantes hôte de sa chenille sont des Poaceae.

## Écologie et distribution
Il est présent en Amérique du Nord dans le sud-est des États-Unis uniquement en Caroline du Nord et dans le nord de la Caroline du Sud avec un isolat dans l'ouest de la Géorgie.

### Biotope
Il réside dans les zones ouvertes de bois de pins.

### Protection
Pas de statut de protection particulier.